# 前波美拉尼亚-吕根县
前波美拉尼亚-吕根县（德語：Landkreis Vorpommern-Rügen）是德國梅克伦堡-前波美拉尼亚州北部的县，在2011年梅克伦堡-前波美拉尼亚州的县改革中由北前波美拉尼亚县和吕根县合并而成，县治施特拉尔松德。

## 外部連結
- 前波美拉尼亚-吕根县 （页面存档备份，存于）